# Hôtel du Président Hénault
Hôtel du Président Hénault (též Hôtel Hénault de Cantorbe) je městský barokní palác v Paříži. Nachází se v historické čtvrti Marais v ulici Rue François-Miron č. 82 ve 4. obvodu. V paláci od roku 1996 sídlí Maison européenne de la photographie.

## Historie
Palác si nechal postavit René Jean Rémy Hénault de Cantobre (1648–1737), královský výběrčí daní, který v roce 1702 a 1704 koupil dva sousedící domy a do roku 1707 je nechal přestavět na rodinné sídlo. Poté byl majitelem paláce jeho syn Charles-Jean-François Hénault (1685–1770), prezident pařížského parlamentu.
V roce 1943 koupilo palác město Paříž. V letech 1993–1995 proběhla renovace (architekt Yves Lion) a od roku 1996 zde sídlí galerie fotografického umění.
Fasáda budovy spolu s balkónem a kováním byla v roce 1926 zapsána mezi historické památky.